# Vittorio Ansaldo (calciatore 1907)
Vittorio Ansaldo (Genova, 2 agosto 1907 – Genova, 2 giugno 1990) è stato un calciatore italiano, di ruolo attaccante.

## Carriera
Proveniente dalla Rivarolese, nel 1929 passa al Genova 1893 con cui disputa i primi due campionati di Serie A a girone unico, chiusi dai rossoblu rispettivamente al secondo e al quarto posto.
Il suo esordio nel sodalizio genovese è datato 30 marzo 1930 nel pareggio casalingo per 2-2 contro il Modena.
In seguito disputa due campionati di prima divisione (terza serie) col Pavia, per proseguire la carriera in formazioni liguri delle serie minori e ritirarsi dal calcio giocato nel 1939.

## Palmarès

### Club

#### Competizioni nazionali
- Prima Divisione: 2

Pavia: 1932-1933
Andrea Doria: 1934-1935